# Маргрете II
Маргре́те II (дат. Margrethe II), полное имя — Маргрете Александрина Тоурхильдюр Ингрид, (дат. Margrethe Alexandrine Þórhildur Ingrid; род. 16 апреля 1940, Копенгаген, Дания) — член датской королевской семьи, королева Дании с 14 января 1972 до своего отречения 14 января 2024 года. Правление Маргрете II в 52 года является вторым по продолжительности в истории страны, уступая только Кристиану IV.
Старшая дочь короля Дании Фредерика IX и Ингрид Шведской, королева Дании из династии Глюксбургов . Мать короля Дании Фредерика X, свекровь королевы-консорт Дании Марии и бабушка Кронпринца Дании Кристиана. Старшая сестра бывшей королевы-консорта Греции Анны-Марии. Двоюродная сестра короля Швеции Карла XVI Густава.
В 2022 году после смерти своей четвероюродной сестры британской королевы Елизаветы II стала самым долгоправящим европейским монархом и самой долгоправящей женщиной в мире. До своего отречения по длительности правления среди ныне здраствующих монархов до своего отречения находилась на втором месте после султана Брунея Хассанала Болкиаха. В своём новогоднем обращении 31 декабря 2023 года сообщила о решении отречься от престола в день 52-летия своего восшествия на престол.

## Биография

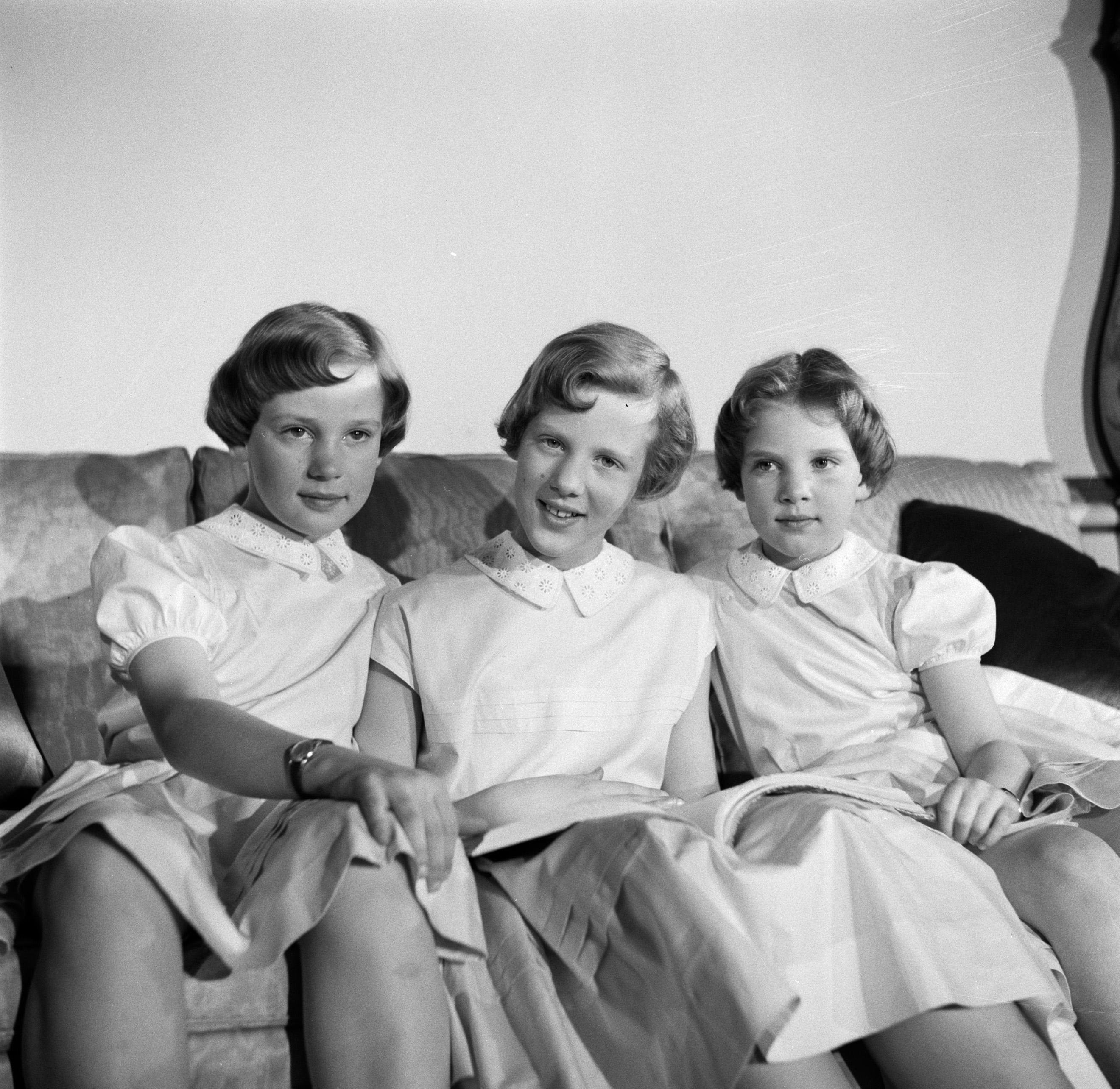
Кронпринцесса Маргрете (в центре) со своими сёстрами: принцессой Бенедиктой (слева) и принцессой Анной-Марией (справа), 1954 год.

Родилась 16 апреля 1940 года во дворце Амалиенборг. Её родители — король Дании Фредерик IX и королева Ингрид, урождённая принцесса Швеции. Королева — третья внучка короля Кристиана X. Была названа в честь кронпринцессы Швеции Маргариты Коннаутской, своей бабушки по материнской линии. Была крещена 14 мая 1940 года в церкви Хольменс (датск. Holmens Kirke), конфирмирована 1 апреля 1955 года в церкви дворца Фреденсборг.

### Наследная принцесса
Поскольку право на престолонаследие переходило по мужской линии, а у Фредерика IX были лишь дочери, после его смерти ему наследовал его младший брат принц Кнуд. 27 марта 1953 года в закон о престолонаследии были внесены изменения, разрешающие занимать датский престол женщинам. Это позволило принцессе Дании Маргрете принять титул наследной принцессы вместо своего дяди и впоследствии вступить на престол как королеве Маргрете II.
16 апреля 1958 года стала членом Государственного совета и на неё была возложена обязанность проведения заседаний Совета в отсутствие Фредерика IX.

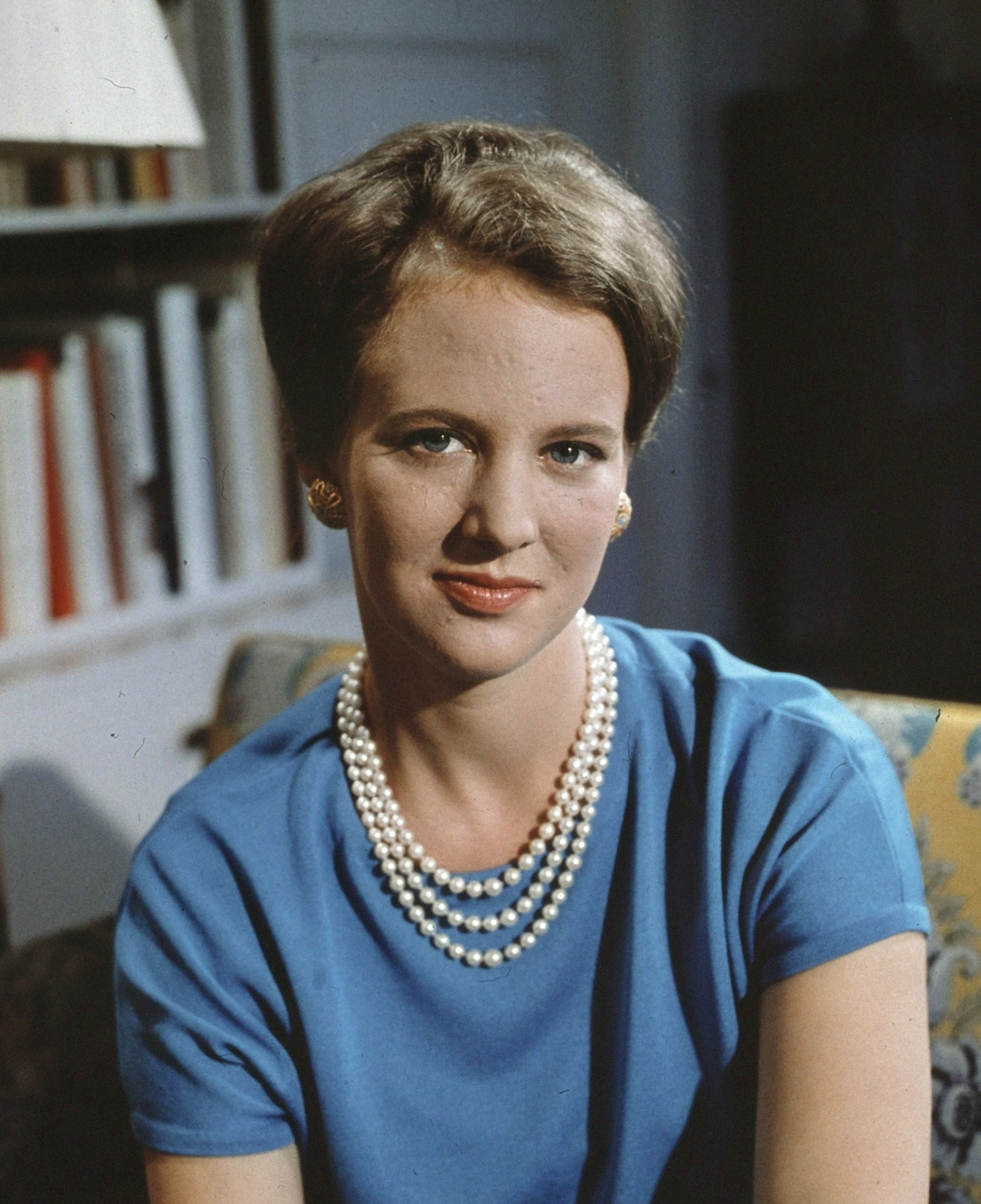
Кронпринцесса Маргрете, наследница датского престола. 15 августа 1966 г.

### Свадьба
10 июня 1967 года наследная принцесса Маргрете вышла замуж за французского дипломата и аристократа, графа Анри Мари Жана Андре де Лабо́рд де Монпеза́ (1934—2018), который по случаю женитьбы получил титул «Его Королевское Высочество принц Хенрик Датский». Венчание состоялось в церкви Хольменс в Копенгагене, а свадебные торжества прошли во дворце Фреденсборг.

## Царствование
Вскоре после того, как король Фредерик IX произнёс своё новогоднее обращение к нации в 1971/72 году, он заболел. 14 января 1972 года Маргрете унаследовала трон в возрасте 31 года, став первой женщиной-монархом Дании в соответствии с новым законом о престолонаследии. Она была провозглашена Королевой с балкона дворца Кристиансборг премьер-министром Йенсом Отто Краагом. Королева Маргрете II отказалась от всех прежних титулов монарха, кроме титула Дании, отсюда и её стиль «Милостью Божьей, Королева Дании». Королева выбрала девиз: Божья помощь, любовь народа, сила Дании.

В своём первом обращении к народу королева сказала: 
Мой любимый отец, наш король, умер. Задача, которую мой отец выполнял почти 25 лет, теперь лежит на моих плечах. Я молюсь Богу, чтобы он дал мне помощь и силу нести тяжёлое наследие. Пусть доверие, оказанное моему отцу, будет оказано и мне.
Главные задачи королевы — представлять королевство за рубежом и быть объединяющей фигурой внутри страны. Она принимает иностранных послов и награждает их почётными орденами и медалями. Королева принимает приглашения на открытие выставок, посещение юбилеев, открытие мостов и т. д.
Будучи государственной чиновницей, королева не принимает участия в партийной политике и не выражает никаких политических взглядов. Она имеет право голоса, но предпочитает не делать этого, чтобы избежать даже видимости выражения политических предпочтений.
После выборов, на которых действующий премьер-министр не имеет большинства за собой, королева проводит «Dronningerunde» (собрание королевы), на котором она встречается с лидерами каждой из датских политических партий.
После того, как правительство было сформировано, оно официально назначается королевой. Официально главой правительства является королева, и поэтому она председательствует в Государственном Совете (тайном совете), где подписываются законодательные акты, принятые парламентом. Однако на практике почти все формальные полномочия королевы осуществляются Кабинетом министров Дании.
В дополнение к этим ролям королева является главнокомандующей вооружёнными силами Дании, а также, следуя традициям своей семьи, шефом Королевского полка принцессы Уэльса и пехотного полка британской армии.
В 1975 году посетила с официальным визитом СССР. Королеву сопровождал принц Хенрик и члены правительства Датского королевства. Во время пребывания в Советском Союзе Маргрете II посетила Ленинград, Москву и Грузию. В честь королевы был дан торжественный приём в Кремле, она посетила Государственный Эрмитаж, Пискарёвское мемориальное кладбище, Московский Кремль, Третьяковскую галерею, Кафедральный собор во Мцхете, встречалась с рядом высших лиц СССР, министрами, деятелями культуры и искусства и простым советским народом.
Маргрете II отметила свой рубиновый юбилей (40 лет на троне) 14 января 2012 года торжественным банкетом во Дворце Кристиансборг.
Она заявила в 2016 году, что датчане недооценивают трудности, связанные с интеграцией иммигрантов, примером чего являются правила демократии, которые не разъясняются мусульманским иммигрантам, и отсутствие готовности обеспечить соблюдение этих правил. Это было воспринято как изменение в соответствии с отношением датского народа к иммигрантам.

### Отречение
31 декабря 2023 года, во время своей новогодней речи, Маргрете II объявила о своём отречении от престола, которое состоялось 14 января 2024 года, через 52 года после того, как она взошла на трон. Преемником стал её старший сын принц Фредерик.

## Семья

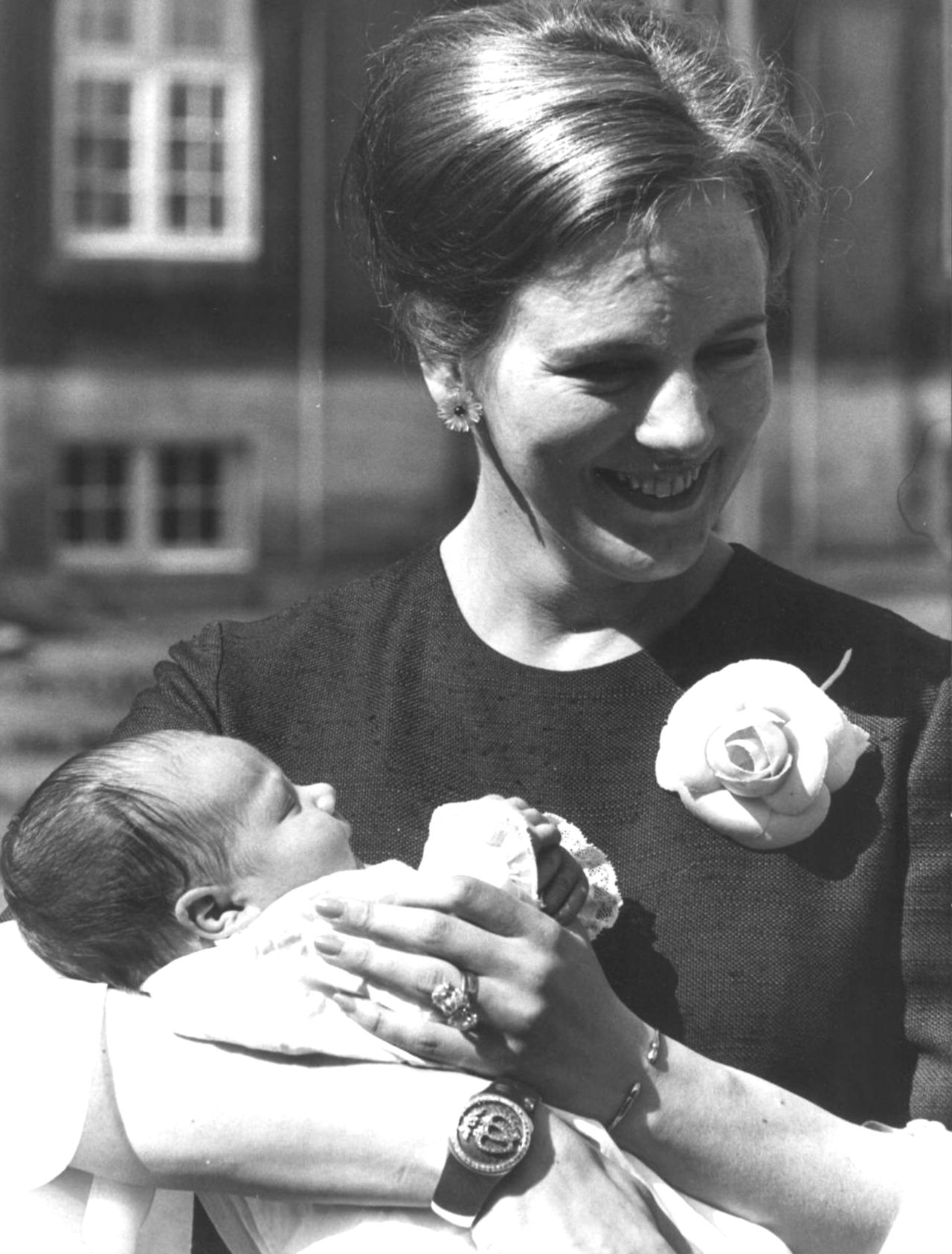
Кронпринцесса Маргрете держит на руках своего старшего сына принца Фредерика, 1968 год

У королевы Маргрете II и принца Хенрика двое сыновей и восемь внуков:
- Фредерик X (род. 26 мая 1968 года), король Дании с 14 января 2024 года. С 2005 года женат на Мэри Элизабет Дональдсон (позднее:Королева Мария), у них 4 детей:
  - Кронпринц Кристиан, граф Монпеза (р. 2005), наследник датского престола с 2024 года,
  - Принцесса Изабелла (р. 2007),
  - Принц Винсент (р. 2011),
  - Принцесса Йозефина (р. 2011).
- Принц Йоаким Хольгер Вальдемар Кристиан, граф Монпеза (род. 7 июня 1969 года). В 1995—2004 годах был женат на Александре Мэнли, у них родились 2 сыновей:
  - граф Николай (р. 1999)
  - граф Феликс (р. 2002).
- С 2008 года женат на Мари Кавалье, от этого брака 2 детей:
  - граф Хенрик Карл (р. 2009)
  - графиня Афина (р. 2012).

## Образование

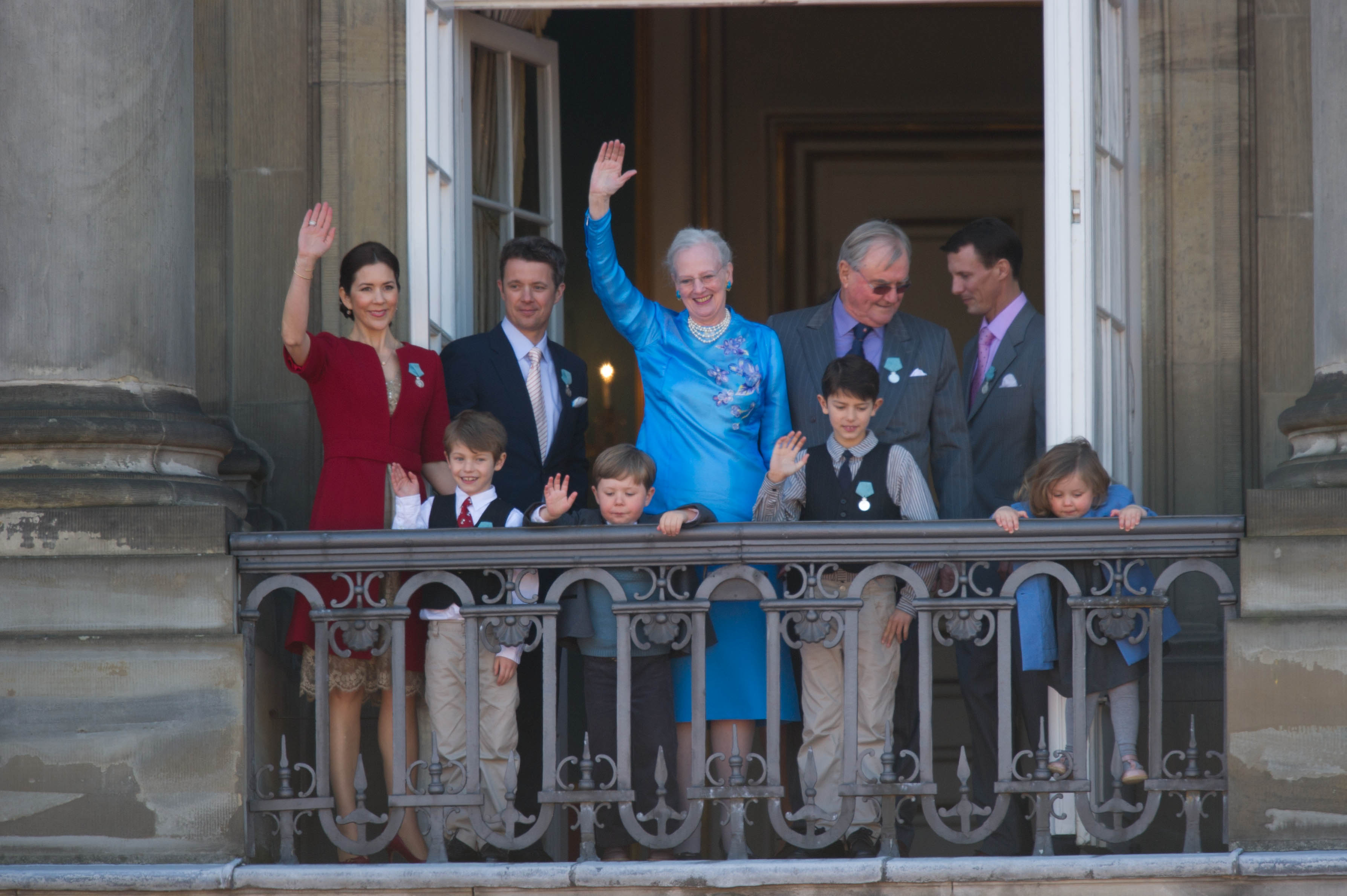
Маргрете II с членами королевской семьи в день своего 70-летия, 2010 год

- 1946—1955 — общеобразовательная школа «Zahles Skole», Копенгаген, в том числе до 1949 года — частное обучение
- 1955—1956 — «North Foreland Lodge», школа-интернат в Гемпшире, Англия
- 1960 — изучение философии в Копенгагенском университете
- 1960—1961 — изучение археологии в Кембриджском университете
- 1962—1962 — изучение обществоведения в университете города Орхус
- 1963 — изучение обществоведения в Сорбонне
- 1965 — обучение в Лондонской школе экономики

Кроме родного датского, владеет французским, шведским, английским и немецким языками.

## Королева и армия

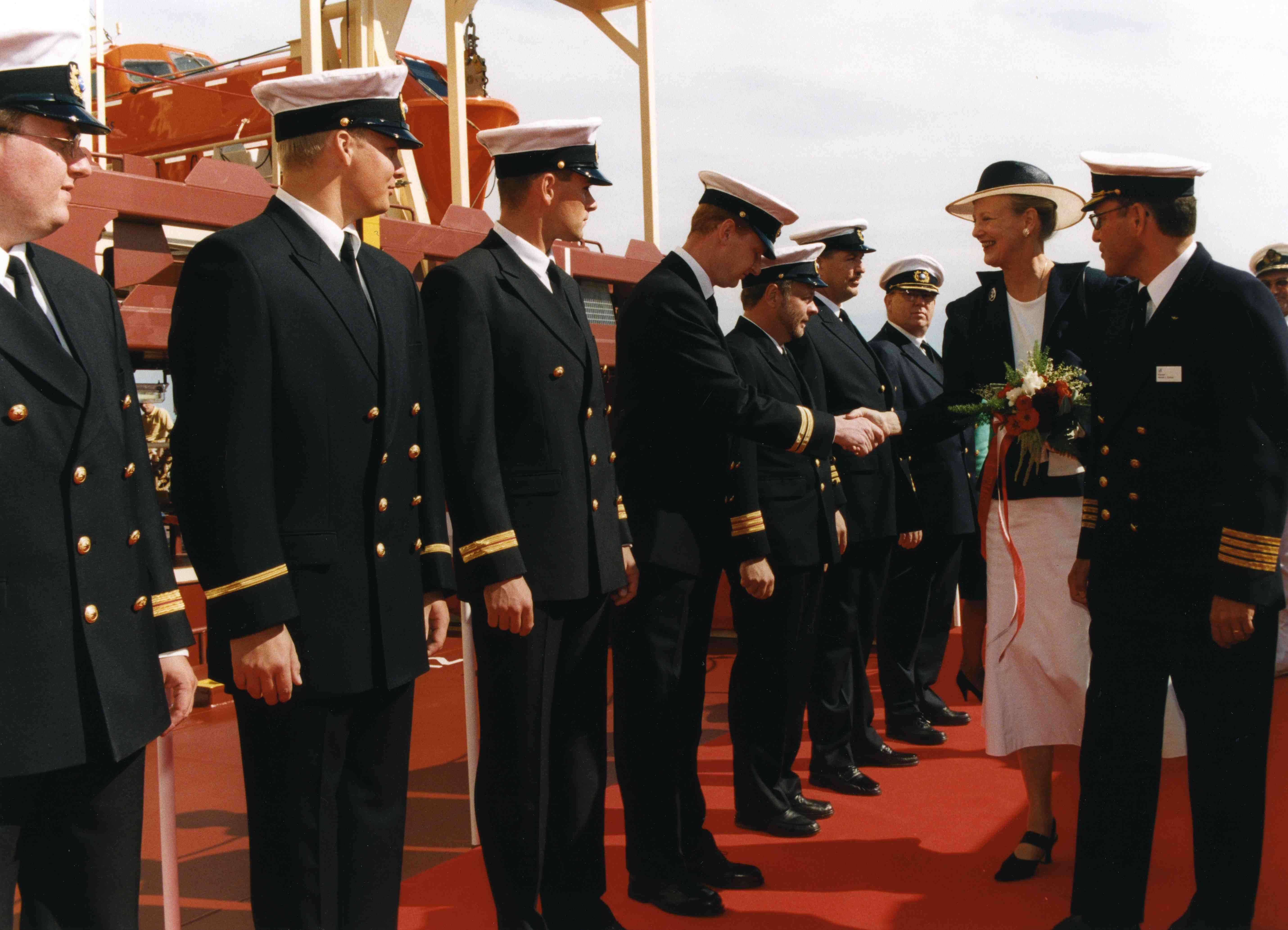

В 1958—1970 годах Маргрете являлась рекрутом женского отделения Воздушной эскадрильи, где в этот период изучала различные стороны военного дела.
Её связывают тесные взаимоотношения с некоторыми подразделениями армии Великобритании: с 1972 года Маргрете II являлась шефом британского полка Королевы, а с 1992 года — Королевского Уэльского полка.
Во время правления была Верховной главнокомандующей вооружёнными силами Дании.

Имеет звание майора ВВС.

## Творчество
Королева с юных лет серьёзно занимается изобразительным искусством, работает в разных жанрах (текстиль, акварель, графика, декупаж, сценография). Большая часть её работ выставлялась как в самой Дании, так и за рубежом, а также представлена в Государственном музее искусств, Художественном музее ARoS (Aarhus) и Государственном собрании рисунков (Køge). Оркестр Tolkien Ensemble использует рисунки Маргреты как обложки своих альбомов, с её разрешения.

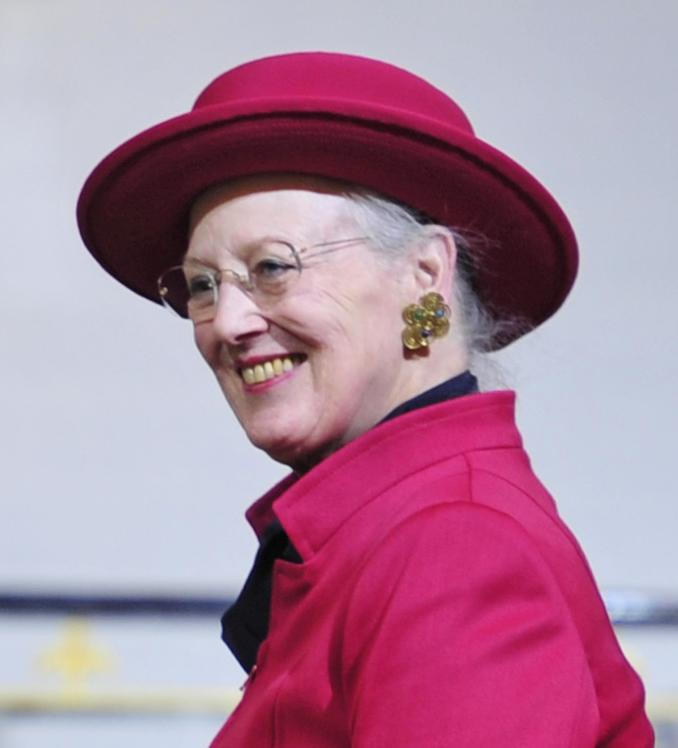
Маргрете II в 2010 году

### Основные работы
- 1970 — эскиз к памятным рождественским почтовым маркам
- 1970—1977 — цикл иллюстраций к «Властелину колец» Дж. Р. Толкина (под псевдонимом Ingahild Grathmer)
- 1983 — эскиз к памятным рождественским почтовым маркам
- 1987 — костюмы для телевизионной постановки «Пастушка и Трубочист» (дат. Hyrdinden og Skorstensfejeren) по сказке Х. К. Андерсена, реж. Ян Ульрик Педерсен (дат. Jan Ulrich Pedersen), комп. Иб Нёрхольм (дат. Ib Nørholm), Копенгаген.
- 1991 — костюмы для балета «Народная песнь» (дат. Et Folkesagn), хор. А. Бурнонвиль, комп. Нильс Гаде, Королевский театра оперы и балета, Копенгаген.
- 1999—2000 — декупаж, сценография к фильму «Снежная королева» по сказке Х. К. Андерсена, реж. Якоб Ёргенсен (дат. Jacob Jørgensen) и Кристоф Кунцевич (дат. Kristof Kuncewicz), Копенгаген.
- 2000 — материалы к фильму выходят в виде полиграфического издания сказки Х. К. Андерсена «Снежная королева», изд. GADS FORLAG, Копенгаген.
- 2000 — иллюстрации к поэтической книге «Cantabile», Его Высочества принца Хенрика.
- 2001 — сценография и костюмы для балета-пантомимы «Любовь в мусорном ящике» (дат. Kjærlighed i Skarnkassen), по нескольким сказкам Х. К. Андерсена хор. Дина Бьёрн (дат. Dina Bjørn), муз. Х. Лумбюэ в обработке Йона Присе (дат. J. Price), Театр пантомимы, Копенгаген.
- 2002 — иллюстрации к изданию рассказов Карен Бликсен, Копенгаген.
- 2004 — декупаж и наброски к кукольному спектаклю по рассказу К. Бликсен (дат. Skibsdrengens fortællinger), Театр Свалеганген (дат. Svalegangen), Орхус.
- 2005 — сценография и костюмы к балету «Дюймовочка» по сказке Х. К. Андерсена, хор. Дина Бъерн, муз. Йон Присе, Театр пантомимы, Копенгаген.
- 2006 — костюмы и сценография к балету «Двенадцать пассажиров почтовой кареты» (дат. Tolv med posten) по сказке Х. К. Андерсена, хор. Сусанна Хееринг (дат. Susanne Heering), комп. Кнудое Рисагер (дат. Knudåge Riisager), балетная школа Сусанны Хееринг (Næstved), Дворцовый театр, Копенгаген.
- 2007 — сценография и костюмы к балету «Огниво» по сказке Х. К. Андерсена, хор. Дина Бьёрн (дат. Dina Bøjorn), муз. Йон Присе (дат. J. Price), Театр пантомимы, Копенгаген.
- 2007 — сценография и костюмы к рождественскому балету «Стойкий оловянный солдатик» по сказке Х. К. Андерсена, хор. Сусанна Хееринг (дат. Susane Heering), муз. Штрауса, Чайковского, Хенригеса, балетная школа Сусанны Хееринг (Næstved), Дворцовый театр, Копенгаген.
- 2009 — сценография и костюмы к балету «Свинопас» по сказке Х. К. Андерсена, хор. Дина Бьёрн, муз. Йон Присе, Театр пантомимы, Копенгаген.
- 2009 — декупаж и костюмы к фильму-сказке «Дикие лебеди» по сказке Х. К. Андерсена, реж. Гита Нёрбю (дат. Ghita Nørby) и Петер Флинт (дат. Peter Flinth).
- 2009 — материалы к фильму выходят в виде полиграфического издания сказки Х. К. Андерсена «Дикие лебеди», изд. KRISTELIGT DAGBLADS FORLAG, Копенгаген.
- 2010 — сценография, костюмы, плакат к рождественскому балету «Мечтания о Тиволи» (дат. En Tivolidrøm), хор. Сусанна Хееринг (дат. Susanne Heering), комп. Х. К. Люмбю (дат. H. C. Lumbye), балетная школа Сусанны Хееринг (Næstved), Копенгаген.
- 2019 — сценография и костюмы к балету «Снежная королева». Хореограф Юрий Посохов
- 2021 — выступила в качестве художницы-постановщицы фантастического фильма для Netflix[7].

Перевела на датский (под псевдонимом «H. M. Vejerbjerg» в сотрудничестве с супругом — принцем Хенриком) несколько работ Симоны де Бовуар.
Выставки:
- Эскизы, модели и костюмы для балета «Пастушка и трубочист» в период 1988—1990 выставлялись в Копенгагене, Оденсе и Париже.
- Работы для балета «Народная песнь» — Орхус 1991, Вашингтон 1992, Национальный музей, Копенгаген 2005, Рига 2005.
- Серия эскизов и костюмов к различным постановкам была выставлена в Эдинбурге в 2005 году.

## Награды
Награды Дании
| Страна     | Дата                  | Награда                                                          | Награда                                                          | Литеры |
| ---------- | --------------------- | ---------------------------------------------------------------- | ---------------------------------------------------------------- | ------ |
| Дания      |                       | Дама королевского семейного ордена Фредерика IX                  | Дама королевского семейного ордена Фредерика IX                  |        |
| Дания      | 1947 — 14 января 2024 | Суверен ордена Слона                                             | Суверен ордена Слона                                             | R.E.   |
| Дания      | 26 сентября 1970      | Памятная медаль «100 лет со дня рождения короля Кристиана X»     | Памятная медаль «100 лет со дня рождения короля Кристиана X»     |        |
| Дания      | 14 января 1972        | Великий командор ордена Данеброг                                 | Великий командор ордена Данеброг                                 | S.Kmd. |
| Дания      | 24 мая 1985           | Памятная медаль «50 лет воцарения королевы Ингрид в Дании»       | Памятная медаль «50 лет воцарения королевы Ингрид в Дании»       |        |
| Дания      | 11 марта 1999         | Памятная медаль «100 лет со дня рождения короля Фредерика IX»    | Памятная медаль «100 лет со дня рождения короля Фредерика IX»    |        |
| Дания      | 28 марта 2001         | Памятная медаль королевы Ингрид                                  | Памятная медаль королевы Ингрид                                  |        |
| Дания      | 11 июня 2009          | Памятная медаль «70 лет со дня рождения Принца-консорта Хенрика» | Памятная медаль «70 лет со дня рождения Принца-консорта Хенрика» |        |
| Гренландия |                       | Медаль «За заслуги»                                              | Медаль «За заслуги»                                              |        |

Награды иностранных государств
| Страна            | Дата вручения                | Награда                                                                                              | Награда                                                                                              | Литеры  |
| ----------------- | ---------------------------- | --- | --- | ------- |
| Аргентина         |                              | Дама Большого креста ордена Освободителя Сан-Мартина                                                 | Дама Большого креста ордена Освободителя Сан-Мартина                                                 |         |
| Бельгия           |                              | Дама Большого креста ордена Леопольда I                                                              | Дама Большого креста ордена Леопольда I                                                              |         |
| Болгария          |                              | Кавалер ордена Розы на цепи                                                                          | Кавалер ордена Розы на цепи                                                                          |         |
| Великобритания    |                              | Дама Большого креста Королевского Викторианского ордена                                              | Дама Большого креста Королевского Викторианского ордена                                              | GCVO    |
| Германия          |                              | Дама Большого креста специальной степени ордена «За заслуги перед Федеративной Республикой Германия» | Дама Большого креста специальной степени ордена «За заслуги перед Федеративной Республикой Германия» |         |
| Египет            |                              | Дама орденской цепи Нила                                                                             | Дама орденской цепи Нила                                                                             |         |
| Иордания          |                              | Дама ордена Хусейна ибн Али на цепи                                                                  | Дама ордена Хусейна ибн Али на цепи                                                                  |         |
| Иран              |                              | Дама ордена Плеяд 2 класса                                                                           | Дама ордена Плеяд 2 класса                                                                           |         |
| Люксембург        |                              | Дама ордена Золотого льва Нассау                                                                     | Дама ордена Золотого льва Нассау                                                                     |         |
| Марокко           |                              | Дама Большой ленты ордена Алауитского трона                                                          | Дама Большой ленты ордена Алауитского трона                                                          |         |
| Нидерланды        |                              | Дама Большого креста ордена Нидерландского льва                                                      | Дама Большого креста ордена Нидерландского льва                                                      |         |
| ОАЭ               |                              | Дама орденской цепи аль-Камаля                                                                       | Дама орденской цепи аль-Камаля                                                                       |         |
| Финляндия         |                              | Дама орденской цепи Белой розы                                                                       | Дама орденской цепи Белой розы                                                                       |         |
| Франция           |                              | Дама Большого креста ордена Почётного легиона                                                        | Дама Большого креста ордена Почётного легиона                                                        |         |
| Саудовская Аравия |                              | Дама орденской цепи Короля Абдель-Азиза                                                              | Дама орденской цепи Короля Абдель-Азиза                                                              |         |
| Словения          |                              | Дама Золотого ордена Свободы                                                                         | Дама Золотого ордена Свободы                                                                         |         |
| Таиланд           |                              | Дама ордена Королевского дома Чакри                                                                  | Дама ордена Королевского дома Чакри                                                                  |         |
| Чили              |                              | Дама орденской цепи Заслуг                                                                           | Дама орденской цепи Заслуг                                                                           |         |
| Швеция            |                              | Дама ордена Серафимов                                                                                | Дама ордена Серафимов                                                                                | LSerafO |
| Югославия         |                              | Дама Большой Югославской звезды                                                                      | Дама Большой Югославской звезды                                                                      |         |
| Япония            |                              | Дама Высшего ордена Хризантемы на цепи                                                               | Дама Высшего ордена Хризантемы на цепи                                                               |         |
| Япония            |                              | Дама ордена Драгоценной короны 1 класса                                                              | Дама ордена Драгоценной короны 1 класса                                                              |         |
| Норвегия          | 1958                         | Дама Большого креста на цепи ордена Святого Олафа                                                    | Дама Большого креста на цепи ордена Святого Олафа                                                    |         |
| Греция            | 1964                         | Дама Большого креста ордена Спасителя                                                                | Дама Большого креста ордена Спасителя                                                                |         |
| Греция            | 1964                         | Дама Большого креста королевского династического ордена Святых Ольги и Софии                         | Дама Большого креста королевского династического ордена Святых Ольги и Софии                         |         |
| Австрия           | 1964                         | Большая звезда Почёта «За заслуги перед Австрийской Республикой»                                     | Большая звезда Почёта «За заслуги перед Австрийской Республикой»                                     |         |
| Исландия          | 16 апреля 1958 — 4 июля 1973 | Дама Большого креста                                                                                 | ордена Сокола                                                                                        |         |
| Исландия          | 4 июля 1973—                 | Дама Большого креста на цепи                                                                         | ордена Сокола                                                                                        |         |
| Великобритания    | 1974                         | Дама Королевской Викторианской цепи                                                                  | Дама Королевской Викторианской цепи                                                                  |         |
| Италия            | 15 мая 1966 — 8 ноября 1977  | Дама Большого креста                                                                                 | ордена «За заслуги перед Итальянской Республикой»                                                    |         |
| Италия            | 8 ноября 1977—               | Дама Большого креста, декорированного лентой                                                         | ордена «За заслуги перед Итальянской Республикой»                                                    |         |
| Великобритания    | 1979                         | 961-я Дама ордена Подвязки                                                                           | 961-я Дама ордена Подвязки                                                                           | LG      |
| Испания           | 15 марта 1980                | Дама Большого креста на цепи ордена Карлоса III                                                      | Дама Большого креста на цепи ордена Карлоса III                                                      |         |
| Португалия        | 20 июня 1984                 | Дама Большой цепи ордена Инфанта дона Энрики                                                         | Дама Большой цепи ордена Инфанта дона Энрики                                                         | GColIH  |
| Испания           | 23 октября 1985              | 1188-я Дама ордена Золотого руна                                                                     | 1188-я Дама ордена Золотого руна                                                                     |         |
| Непал             | 1989                         | Дама ордена Pratap Bhaskara                                                                          | Дама ордена Pratap Bhaskara                                                                          |         |
| Португалия        | 12 октября 1992              | Дама Большой цепи ордена Сантьяго и меча                                                             | Дама Большой цепи ордена Сантьяго и меча                                                             | GColSE  |
| Польша            | 1993                         | Дама Большого креста ордена Заслуг перед Республикой Польша                                          | Дама Большого креста ордена Заслуг перед Республикой Польша                                          |         |
| Эстония           | 1995                         | Дама орденской цепи Креста земли Марии                                                               | Дама орденской цепи Креста земли Марии                                                               |         |
| Польша            | 19 апреля 1995               | Дама ордена Белого орла                                                                              | Дама ордена Белого орла                                                                              |         |
| ЮАР               | 1996                         | Дама Большого креста специального класса ордена Доброй Надежды                                       | Дама Большого креста специального класса ордена Доброй Надежды                                       |         |
| Швеция            | 30 апреля 1996               | Памятная медаль «50 лет королю Карлу XVI Густаву»                                                    | Памятная медаль «50 лет королю Карлу XVI Густаву»                                                    |         |
| Литва             | 4 октября 1996               | Дама Большого креста ордена Витаутаса Великого                                                       | Дама Большого креста ордена Витаутаса Великого                                                       |         |
| Латвия            | 17 марта 1997                | Дама Большого креста на цепи ордена Трёх звёзд                                                       | Дама Большого креста на цепи ордена Трёх звёзд                                                       |         |
| Бразилия          | 30 июня 1999 —               | Дама Большого креста ордена Южного Креста                                                            | Дама Большого креста ордена Южного Креста                                                            |         |
| Румыния           | 2000                         | Дама Большого креста на цепи ордена Звезды Румынии                                                   | Дама Большого креста на цепи ордена Звезды Румынии                                                   |         |
| Таиланд           | 2002                         | Дама ордена Раджамитрабхорна                                                                         | Дама ордена Раджамитрабхорна                                                                         | ร.ม.ภ.  |
| Болгария          | 2006                         | Дама ордена «Стара планина» с лентой                                                                 | Дама ордена «Стара планина» с лентой                                                                 |         |
| Мексика           | 2008                         | Дама Большого креста на цепи ордена Ацтекского орла                                                  | Дама Большого креста на цепи ордена Ацтекского орла                                                  |         |
| Республика Корея  | 2011                         | Дама ордена Мугунхва                                                                                 | Дама ордена Мугунхва                                                                                 |         |
| Словакия          | 2012                         | Дама ордена Двойного белого креста 1 класса                                                          | Дама ордена Двойного белого креста 1 класса                                                          |         |
| Швеция            | 15 сентября 2013             | Памятная медаль «Рубиновый юбилей короля Карла XVI Густава»                                          | Памятная медаль «Рубиновый юбилей короля Карла XVI Густава»                                          |         |
| Хорватия          | 2014                         | Дама ордена Короля Томислава с Большой звездой                                                       | Дама ордена Короля Томислава с Большой звездой                                                       |         |
| Норвегия          | 17 января 2016               | Памятная медаль Серебряного юбилея короля Харальда V                                                 | Памятная медаль Серебряного юбилея короля Харальда V                                                 |         |
| Швеция            | 30 апреля 2016               | Памятная медаль к 70-летию короля Швеции Карла XVI Густава                                           | Памятная медаль к 70-летию короля Швеции Карла XVI Густава                                           |         |

Королева является самым долго правящим монархом за всю историю своей страны.